# Nowiec (Gdańsk)

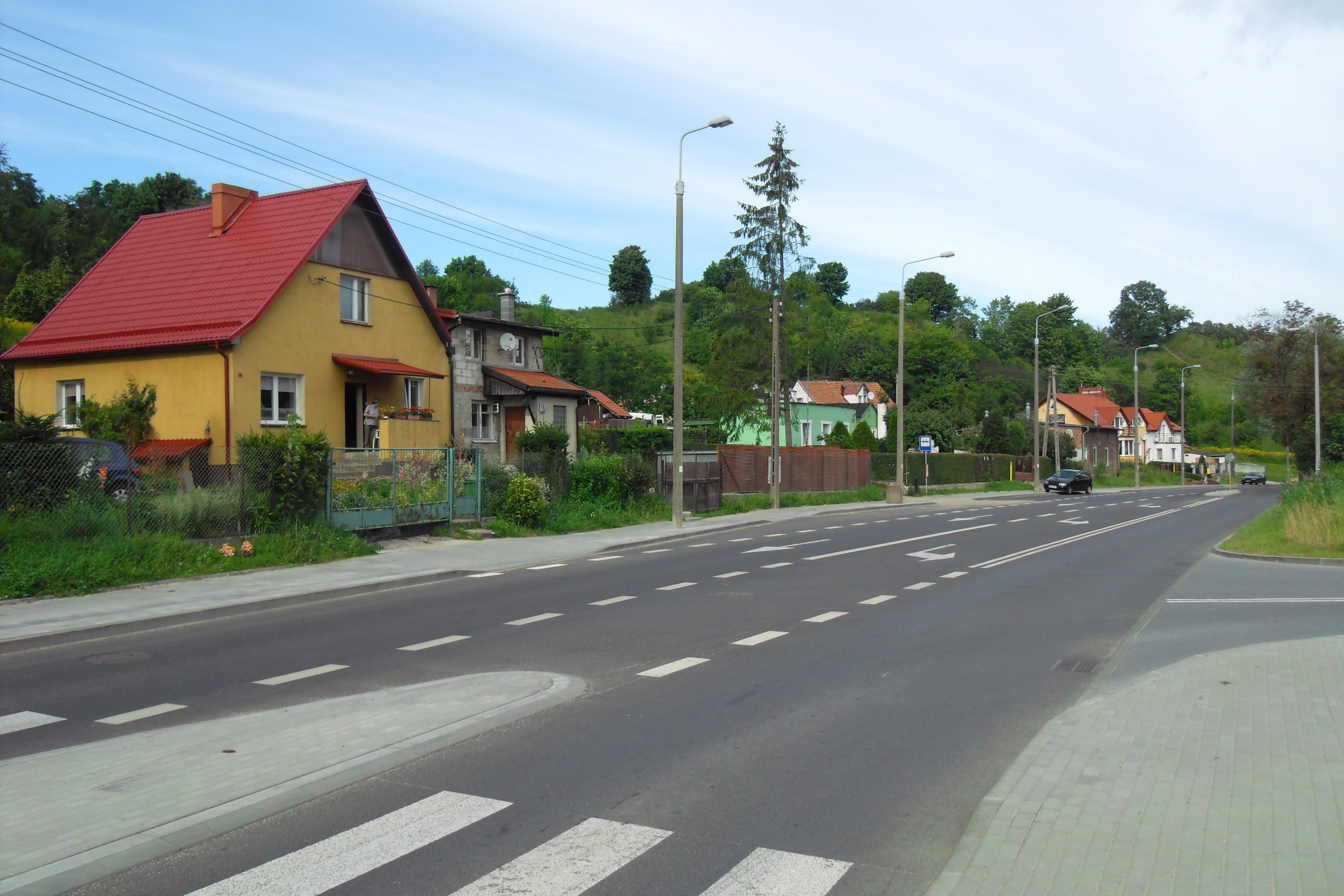
Ul. Potokowa

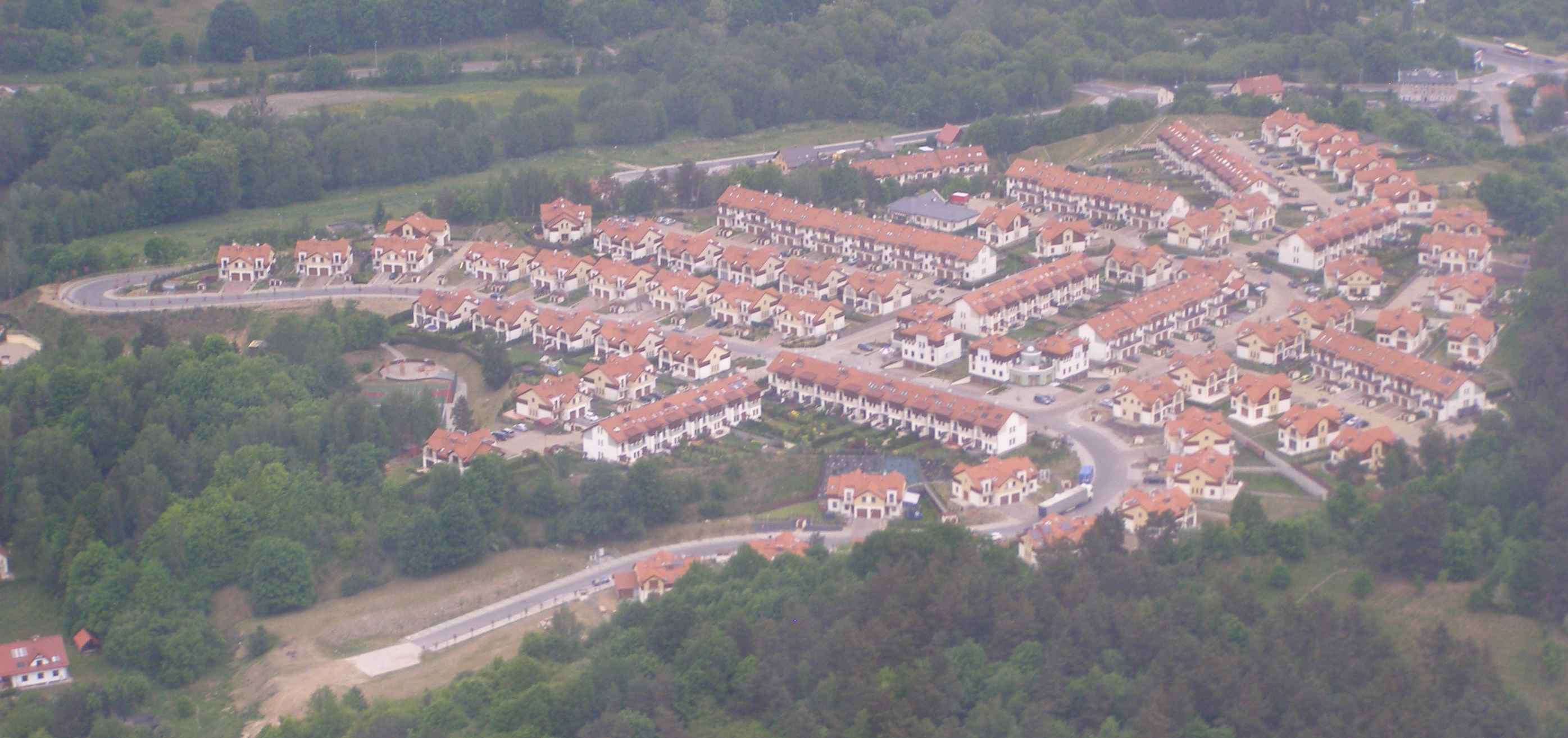
Osiedle Nowiec

Nowiec (dawniej: Nawcz, kaszb. Nôwcz, niem. Nawitz, dawniej Novitz, Nautz) – osiedle domów jednorodzinnych i kilku bloków w Gdańsku, na obszarze dzielnicy Brętowo. Położone jest w bezpośrednim sąsiedztwie Trójmiejskiego Parku Krajobrazowego, na obszarze Lasów Oliwskich. Południowym skrajem osiedla przepływa potok Strzyża (ze zbiornikiem Nowiec II), nad którym znajdują się zabudowania starej cegielni.
Połączenie z centrum miasta i Wrzeszczem umożliwiają autobusy komunikacji miejskiej (linie nr 116, 131).

## Historia
W 1342 roku została wymieniona po raz pierwszy osada Nowiec. W XVI wieku ukształtowała się osada służebna. Zachowała się jej zabudowa pochodząca z lat 1890-1940 (ul. Potokowa 13-21).
W 1612 roku dwór z ziemią, kuźnica żelaza i folusz były posiadłością emfiteuty Henryka Kirckoffa. W XVII wieku właścicielami majątku byli kolejno Salomon Giese oraz Baltazar Preuss. W 1694 roku Nowiec przeszedł na własność Jana von Lerchen-Feldta, do którego należała również wieś Brętowo. Tym samym Nowiec został włączony w jej obręb.
W roku 1933 Nowiec został włączony w granice administracyjne Gdańska.
Zachowały się dwa zespoły pomłyńskie (zabudowania, stawy, starodrzew): Nowiec Górny (zbieg ul. Potokowej i ul. Kiełpińskiej) i Nowiec Dolny (ul. Potokowa 15).
W latach 2003–2011 zostało zbudowane osiedle Nowiec.